# Salvatore Cicu

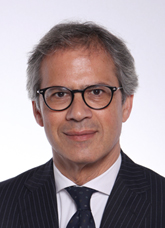
Salvatore Cicu, 2013

Salvatore Cicu (* 3. September 1957 in Palermo) ist ein italienischer Politiker der Forza Italia.

## Leben
Cicu war von 2014 bis 2019 Abgeordneter im Europäischen Parlament. Dort war er Stellvertretender Vorsitzender der Delegation für die Beziehungen zur Arabischen Halbinsel und Mitglied im Ausschuss für internationalen Handel.